# Rivers of Babylon
Rivers of Babylon è una canzone reggae scritta nel 1970 da Brent Dowe e Trevor McNaughton, componenti del gruppo giamaicano The Melodians.

## Descrizione
Il testo è un adattamento dei Salmi 137 e 19 della Bibbia (nella versione della Bibbia di Re Giacomo), che tratta dell'esilio del popolo ebraico a Babilonia dopo la conquista di Gerusalemme nel 586 a.C. Viene descritta la nostalgia degli ebrei che, seduti piangenti sulle rive dei fiumi di Babilonia (che sono il Tigri e l'Eufrate), ricordarono Gerusalemme e si rifiutarono di cantare un canto gioioso in terra straniera.
(Salmi 137, 1)
(Salmi 137, 3-4)
(Salmi 19, 14)
The Melodians la incidono in un singolo destinato al mercato giamaicano e britannico, pubblicato dall'etichetta discografica Beverley's Records nel 1970.
La versione originale venne inserita nella colonna sonora del film The Harder They Come del 1972 che la fece conoscere a livello internazionale.

## Cover
La canzone è stata interpretata da molti altri artisti e tradotta in varie lingue, contando almeno un'ottantina di versioni diverse.
- Molto popolare la versione disco dei Boney M. del 1978, contenuta nell'album Nightflight to Venus e nel singolo omonimo. In Italia questa versione è divenuta la base della nota sigla della serie animata Anna dai capelli rossi del 1980.[5]
- Nel 1978 Fausto Papetti ne esegue una versione easy listening strumentale nel suo album 26ª raccolta pubblicato lo stesso anno dalla Durium.[4]
- Sempre nel 1978 il cantante cecoslovacco Karel Gott ne incide una versione di genere schlager nel suo album Die goldene Stimme aus Prag, pubblicata anche come singolo.[4]
- Nel 2007 la cantante irlandese Sinéad O'Connor ne incide una versione nel suo album Theology.[4]